# 王殿忠
王殿忠（1880年-1951年），回族，曾用名王道光。中华民国及满洲国军事将领。

## 生平
王殿忠1880年出生于辽宁盖县。初中肄业后进入江苏陆军补助教导团，官至营长。后任福建督军署中校参谋、骑兵团长。
1926年在张宗昌部任直鲁联军骑兵旅长、直鲁第二联队司令兼江北警备司令、津浦护路司令。后改任直鲁联军骑兵总指挥及步兵第一师长，兼前敌总指挥。在北伐战争中直鲁联军战败，王殿忠也遭到通缉，后先后逃亡天津、营口、大连等地。九一八事变后与日本合作。1932年起历任奉天省暂编陆军骑兵旅旅长、辽河地区警备司令、奉天警备军混成第三旅旅长兼辽河地区警备司令、安东地区司令官等职。1936年任牡丹江第六军官区司令官，1938年任奉天第一军区司令官，1940年任满洲国治安部军事咨议官。日本投降之后又与国民党营口支部书记长胡述谋勾结，任营口治安委员会委员兼市长。
1946年被中国人民解放军逮捕，后又释放。1947年被推荐为营口市政府顾问。1950年12月以反革命罪被逮捕，次年枪决。